# Карл Йозеф Еберт
Карл Йо́зеф Е́берт (нім. Karl Joseph Eberth; іноді — Carl; 21 вересня 1835, Вюрцбург — 12 лютого 1926) — німецький патологоанатом, гістолог, бактеріолог, доктор медицини, професор.

## Біографія

### Ранні роки
Еберт народився у сім'ї художника у місті Вюрцбург. Батько його рано помер, через що у сім'ї панувала бідність, що змусило Карла заробляти змалку вирізанням з паперу силуетів картин.

### Освіта
Тим не менш він зміг вступити до Вюрцзбурзького університету, де вивчав медицину. Захопився лекціями з патології Рудольфа Вірхова. Закінчив університет у 1856 році.

### Педагогічна та наукова діяльність
Одразу його запросили науковим асистентом професора Альберта фон Келлікера на кафедру анатомії та фізіології у Вюрцбурзькому університеті, де він пропрацював протягом 1856—1859 років. У 1859 році йому присудили науковий ступінь доктора медицини за роботу про різні види волосоголовців.
 Протягом 1859—1863 років він працював прозектором в інституті порівняльної анатомії, де старанно вивчав нормальну та патологічну гістологію, але перервав підготовку на 2 роки.
Через 2 роки (1865 року) його запросили до Цюрихського університету, де він став ад'юнкт-професором анатомії і патології. 1869 року його призначили ординарним професором кафедри патології, гістології та ембріології, паралельно він також викладав у Цюрихській ветеринарній школі. 1870 року йому присвоєно вчене звання професора.

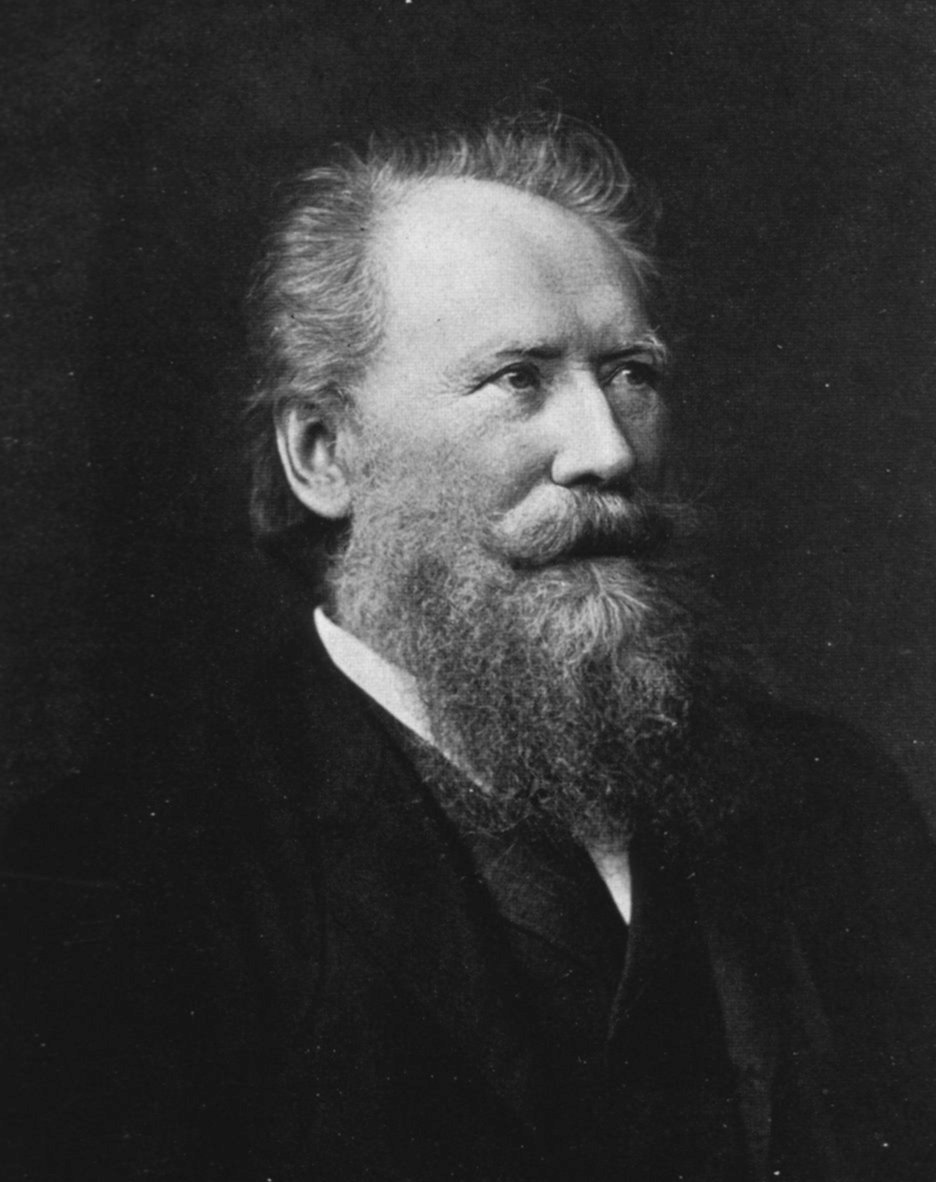
Карл Еберт у 1900 році

1881 року його запросили до Університету Галле на посаду професора кафедри порівняльної анатомії і гістології. 1884 року його призначили професором кафедри загальної анатомії, а 1893 року він став завідувати кафедрою загальної анатомії. Він почав завідувати інститутом патології у 1895 році та перебував на цій посаді аж до виходу у почесну відставку в 1911 році у 75-річному віці провівши майже 55 років у науці. Його прийняли до членів Леопольдини.

## Сім'я
У 1870 році під час життя в Цюриху Еберт одружився з Елізабет Хохенштайнер, дочкою міністра. У них було три дочки.

## Останні роки
Пішовши у почесну відставку Еберт жив у Халензеепоблизу Берліна з дочкою. Він зберігав відмінне здоров'я, бо тривалий час займався альпінізмом, аж до самої смерті 12 лютого 1926 року у 90-річному віці.

## Внесок до науки
Своє основне наукове відкриття збудника черевного тифу він зробив у 1880—1881 роках. Він вивчив 23 випадки черевного тифу і виявив характерні паличкоподібні організми в 12 з 23 випадків. Певний час збудника називали на його честь Eberthella typhosa. Крім цього він вперше запропонував термін «псевдотуберкульоз», вивчивши гістологічно ті лімфаденіти у гвінейських свинок, де не знайшов туберкульозну бактерію. Він також знайшов кокову бактерію при хворобі папуг, вивчав контагіозні хвороби в гризунів. Скоріше за все за 4 роки до Роберта Коха у 1872 році він першим знайшов збудника сибірки у легеневій тканині, але не зміг ідентифікувати цю бактерію.
Окрім бактеріологічних досліджень він провів ґрунтовні дослідження тромбозів, показавши роль відкладення при цьому у кровоносних судинах амілоїду та згортання тромбоцитів, здійснив багато досліджень морфології лімфатичних судин серця, лейкемії, гістологічної структури печінки, вивчав регенерацію епітелію рогівки, одним з перших виявив там явище мітозу, механізми виведення з ладу системи згортання крові, регенерацію кісткової тканини при переломах кісток. Сучасники вважали Еберта майстром використання мікроскопічної техніки в гістологічних дослідженнях.